# Abraham Alter Fiszzon
Abraham Alter Fiszzon (eigentlich Abraham Fischson, geboren 1843 oder 1848 in Berditschew, Russisches Reich, gestorben 1922 in Harbin, Republik China) war ein jüdischer Schauspieler und Theaterdirektor in Russland und in Polen.

## Leben
Abraham Fischson wurde 1843 oder 1848 in Berdytschiw in der heutigen Ukraine geboren. Seit 1874 zog er mit einem eigenen jiddischen Theater durch das Russische Reich und Galizien. Nach dem Verbot jiddischen Theaters 1883 in Russland spielte das Ensemble teilweise auf Deutsch.
1905 kam er nach Warschau, wo er mit dem jiddischen Theater von Abraham Kamiński zusammenarbeitete. 1917 ging er zuerst nach Sibirien, dann nach China. Dort starb er 1922.
Abraham Fiszzon war mit der Schauspielerin Chine Bragińska verheiratet. Sein Adoptivsohn Misza Fiszzon und dessen Frau Wiera Zasławska spielten auch in seinem Theater.

## Filmografie
- 1912: Chasie di jesojme